# 莱维莱特
莱维莱特（法語：Les Villettes，法語發音：[le vilɛt]）是法国上卢瓦尔省的一个市镇，位于该省东北部，属于伊桑若区。

## 地理
莱维莱特（45°14'6"N, 4°11'0"E）面积11.78 平方千米，位于法国奥弗涅-罗讷-阿尔卑斯大区上盧瓦爾省，该省份为法国中南部省份，北起多姆山省和卢瓦尔省，西接康塔爾省，南至洛泽尔省，东临阿尔代什省。
与莱维莱特接壤的市镇（或旧市镇、城区）包括：格拉扎克、卢瓦尔河畔莫尼斯特罗勒、利尼翁河畔圣莫里斯、圣西戈莱娜。
莱维莱特的时区为UTC+01:00、UTC+02:00（夏令时）。

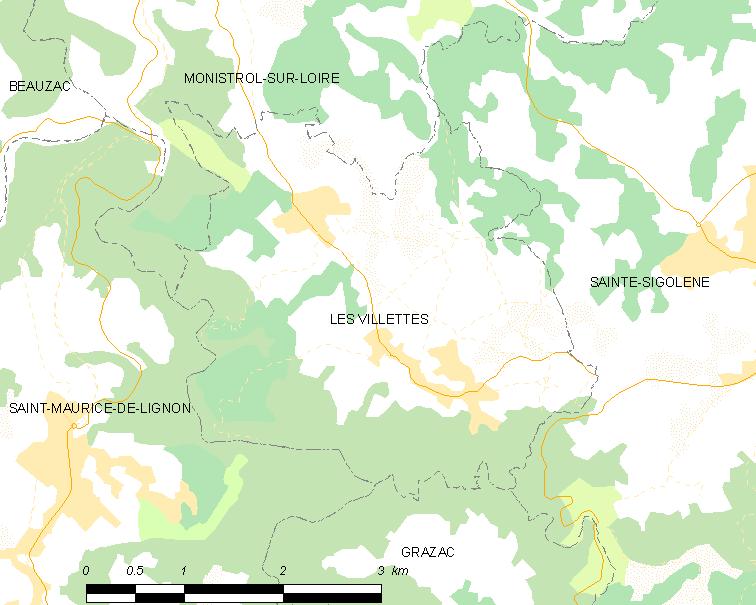
莱维莱特的OSM定位图

## 行政
莱维莱特的邮政编码为43600，INSEE市镇编码为43265。

## 政治
莱维莱特所属的省级选区为卢瓦尔河畔莫尼斯特罗勒县。

## 交通
上卢瓦尔省省道D47线经过境内。

## 人口

1962-2008年间莱维莱特人口变化图示

莱维莱特于2022年1月1日时的人口数量为1455人。